# Chester Morris
John Chester Brooks Morris (født 16. februar 1901, død 11. september 1970) var en amerikansk teater-, radio-, tv- og filmskuespiller. Han fik nogle store filmroller tidligt i sin karriere og blev nomineret til en Oscar. Chester Morris huskes i dag bedst som privatdetektiven Boston Blackie i den billigt producerede Boston Blackie-filmserie fra 1940'erne.

## Opvækst
Chester Morris blev født John Chester Brooks Morris i New York City som barn af Broadway-skuespilleren William Morris og komikeren Etta Hawkins. Morris droppede ud af skolen og begyndte sin Broadway-karriere i en alder af 15 år over for Lionel Barrymore  i The Copperhead. Han fik sin filmdebut i stumfilmen An Amateur Orphan fra 1917.
Efter at have optrådt i flere Broadway-produktioner i begyndelsen af 1920'erne slog Morris sig sammen med sine forældre, sin søster og to brødre, Gordon og Adrian (som også blev filmskuespillere) på vaudeville. Familiens optræden bestod af en sketches med titlen "The Horrors of Home". Morris turnerede med sin familie i to år, før han vendte tilbage til Broadway med roller i The Home Towners og Yellow. Under sin optræden i Crime i 1927 blev Morris opdaget af en talentagent og underskrev en filmkontrakt.

## Karriere
Morris fik sin tonefilmdebut i 1929 i filmen Alibi, som han blev nomineret til en Oscar for bedste skuespiller for. Han fulgte op med roller i Woman Trap (1929), Sergent Grischa (1930) og Utro, hvor Norma Shearer havde hovedrollen. Senere samme år blev Morris udvalgt til en af hovedrollerne (sammen med Wallace Beery og Robert Montgomery) i MGM's fængselsdrama Mennesker bag Gitret. I de næste to år arbejdede han fast i film for United Artists og MGM og spillede blandt andet over for Jean Harlow i komedie-dramaet Rødhåret kvinde.
I anden halvdel af 1930'erne begyndte Morris' popularitet at aftage, og han fik nu hovedroller i B-film som Ned med gangsterne og Kun fem kom tilbage. I 1941 blev Morris' karriere genoplivet, da han fik rollen som forbryderen, der var blevet privatdetektiv, Boston Blackie. Morris indspillede i alt 14 Boston Blackie-film for Columbia Pictures, begyndende med Meet Boston Blackie. Han gentog Boston Blackie-rollen i en radioserie i 1944. Under 2. verdenskrig udførte Morris tryllenumre i over 350 USO-shows. Han havde praktiseret magi siden 12-årsalderen og blev betragtet som en rigtig god amatørtryllekunstner.
Mens han optrådte i Boston Blackie-serien, fortsatte Morris med at spille roller i andre film, hovedsagelig i Pine-Thomas-film for Paramount Pictures. Efter at have indspillet  Boston Blackie's Chinese Venture, den sidste Boston Blackie-film fra 19441, forlod Morris stort set filmen. I 1950'erne fokuserede han hovedsagelig på tv og teater. Han vendte tilbage til Broadway i 1954 i komedien The Fifth Season. På denne tid optrådte Morris også i gæsteroller i antologiserierne Cameo Theatre, Lights Out, Tales of Tomorrow, Alcoa Premiere, Suspense, Fare, Robert Montgomery Presents, The Web, Phillip Morris Playhouse, Studio One og Kraft Television Theatre. Han vendte kort tilbage til filmen i 1955 med en rolle i fængselsdramaet Unchained, efterfulgt af en rolle i science-fiction horrorfilmen The She-Creature fra 1956. I 1960 havde han fast rolle som detektivløjtnant Max Ritter i CBS-sommerserien, Diagnosis: Unknown. Da serien blev stoppet efter et år, optrådte Morris i NBC-tv-filmen A String of Beads. I november 1960 vendte han tilbage til Broadway som senator Bob Munson i dramatiseringen af romanen Storm over Washington. Morris medvirkede i forestillingen, indtil den stoppede i maj 1961. I oktober gentog han rollen i en turnéudgave.
I første halvdel af 1960'erne optrådte Morris i gæsteroller i tv-dramaerne Route 66, The Defenders og Dr. Kildare. I 1965 erstattede han Jack Albertson i Broadway-opsætningen af The Subject Was Roses. Han gentog sin rolle i stykket i turnéudgaven i 1966.

## Sygdom og død
I midten af 1968 spillede Morris overfor Barbara Britton på turneen med Where Did We Go Wrong?. Efter afslutningen på turneen vendte han tilbage til sit hjem på Manhattan, hvor hans helbred begyndte at svigte. Morris blev senere diagnosticeret med mavekræft. Trods sit svigtende helbred begyndte Morris at arbejde på, hvad der skulle blive hans sidste filmrolle som Pop Weaver i det biografiske drama Det store hvide håb. Filmen havde premiere efter hans død.  Efter afslutningen af filmoptagelsen tog Morris fat på teaterproduktionen af The Caine Mutiny Court Martial på Bucks County Playhouse i New Hope, Pennsylvania.
Den 11. september 1970 havde Lee R. Yopp, producent og direktør for Caine, en frokostaftale med Morris. Da Yopp ikke kunne få fat på Morris på telefon i hans motelværelse, tog han hen til Morris' værelse, hvor han fandt skuespilleren liggende på gulvet. Retsmedicineren vurderede, at Morris var død som følge af en overdosis af barbiturater.  Han blev kremeret, og asken blev spredt over en tysk flod.

## Privatliv
Morris var gift to gange. Han giftede sig først med Suzanne Kilbourne den 8. november 1926. De fik to børn, John Brooks og Cynthia. Parret blev separeret i november 1939 og endelig skilt den 26. november 1940. 
Den 30. november 1940 giftede Morris sig med berømtheden Lillian Kenton Barker ved et bryllup, der fandt sted hjemme hos skuespilleren Frank Morgan. De fik en søn, Kenton, født i 1944. Parret forblev gift indtil Morris' død i 1970.

## Udvalgte teaterroller
| Periode                          | Titel                 | Rolle               | Kommentarer                                                                            |
| -------------------------------- | --------------------- | ------------------- | -------------------------------------------------------------------------------------- |
| 18. februar – juni 1918          | The Copperhead        | Sam Carter          | Shubert Theatre, New York                                                              |
| 22. september – oktober 1918     | Thunder               | Sam Disbrow         | Criterion Theatre, New York                                                            |
| 12. december 1921 – april 1922   | The Mountain Man      | Carey               | Maxine Elliott Theatre, New York                                                       |
| 22. september – oktober 1922     | The Exciters          | Lexington Dalrymple | Times Square Theater, New York                                                         |
| 23. januar – februar 1923        | Extra                 | Wallace King        | Longacre Theatre, New York                                                             |
| 23. august– oktober 1926         | The Home Towners      | Waly Calhoon        | Hudson Theatre, New York                                                               |
| 21. september 1926 – januar 1927 | Yellow                | Val Parker          | National Theatre, New York                                                             |
| 22. februar – august 1927        | Crime                 | Rocky Morse         | Eltinge 42nd Street Theatre, New York                                                  |
| 20. februar – maj 1928           | Whispering Friends    | Al Sheeler          | Hudson Theatre, New York                                                               |
| 26. september – oktober 1928     | Fast Life             | Chester Palmer      | Ambassador Theatre, New York                                                           |
| 5. september – 23. oktober 1954  | The Fifth Season      | Johnny Goodwin      | Cort Theatre, New York Turné til Washington, D.C., Philadelphia, Pittsburgh og Chicago |
| 27. februar – 19. juli 1958      | Blue Denim            | Major Bartley       | Playhouse Theatre, New York                                                            |
| 17. november 1960 – 20. maj 1961 | Advise and Consent    | Bob Munson          | Cort Theatre, New York                                                                 |
| 7. september 1965 – 21. maj 1966 | The Subject Was Roses | John Cleary         | Helen Hayes Theatre, Henry Miller's Theatre og Belasco Theatre, New York               |

## Filmografi
Dette er et udvalg af Chester Morris' film:
| År   | Titel                              | Rolle                                     | Kommentarer                                        |
| ---- | ---------------------------------- | ----------------------------------------- | -------------------------------------------------- |
| 1917 | An Amateur Orphan                  | Dick                                      |                                                    |
| 1918 | The Beloved Traitor                | Dan                                       |                                                    |
| 1923 | Loyal Lives                        | Tom O'Hara                                |                                                    |
| 1925 | Hvad i kødet er båret              | Statist som gæst ved festen (ukrediteret) |                                                    |
| 1929 | Alibi                              | Chick Williams                            | Nomineret til Oscar for bedste mandlige hovedrolle |
| 1929 | Nattens Parade                     | Paul Palmer                               |                                                    |
| 1929 | Woman Trap                         | Ray Malone                                |                                                    |
| 1929 | Revyernes revy                     | Medlem af ensemblet                       |                                                    |
| 1930 | Second Choice                      | Don Warren                                |                                                    |
| 1930 | Playing Around                     | Nickey Solomon                            |                                                    |
| 1930 | She Couldn't Say No                | Jerry Casey                               |                                                    |
| 1930 | Sergent Grischa                    | Sergent Grischa Paprotkin                 |                                                    |
| 1930 | Utro                               | Ted                                       |                                                    |
| 1930 | Mennesket bag gitret               | John Morgan                               |                                                    |
| 1930 | Flagermusen                        | Detektiv Anderson                         |                                                    |
| 1931 | Smuglerskibet                      | John Hawkes                               |                                                    |
| 1932 | Cock of the Air                    | Løjtnant Roger Craig                      |                                                    |
| 1932 | Mirakelmanden                      | John Madison, også kendt som Doc          |                                                    |
| 1932 | Sinners in the Sun                 | Jimmie Martin                             |                                                    |
| 1932 | Rødhåret kvinde                    | Bill Legendre, Jr.                        |                                                    |
| 1933 | Blondie Johnson                    | Danny Jones                               |                                                    |
| 1933 | Infernal Machine                   | Robert Holden                             |                                                    |
| 1933 | Tomorrow at Seven                  | Neil Broderick                            |                                                    |
| 1933 | Golden Harvest                     | Chris Martin                              |                                                    |
| 1934 | Gift of Gab                        | Sig selv                                  |                                                    |
| 1934 | Gangsterbruden                     | Office Boy, kendt som Jimmie Burnham      |                                                    |
| 1934 | Modelægen                          | Dr. Bill Morgan                           |                                                    |
| 1935 | Samfundets helt nr. 1              | Jeff Crane                                |                                                    |
| 1935 | Forfulgt                           | Mitchell                                  |                                                    |
| 1936 | Tre liv for ét                     | Bob                                       |                                                    |
| 1936 | Moonlight Murder                   | Steve Farrell                             |                                                    |
| 1936 | Frankie and Johnnie                | Johnnie Drew                              |                                                    |
| 1937 | I ågerkarlekløer                   | Eddie Lang                                |                                                    |
| 1937 | Flyverne i dødens dal              | Smith                                     |                                                    |
| 1938 | Law of the Underworld              | Gene Fillmore                             |                                                    |
| 1938 | Luftens giganter                   | Ken Stockton                              |                                                    |
| 1938 | Ned med gangsterne                 | Jim Conway                                |                                                    |
| 1939 | Koleraskibet                       | Doc Craig                                 |                                                    |
| 1939 | Afsporet                           | Hal Wilson                                |                                                    |
| 1939 | Kun fem kom tilbage                | Bill Brooks                               |                                                    |
| 1939 | Thunder Afloat                     | "Rocky" Blake                             |                                                    |
| 1940 | The Marines Fly High               | Lt. Malone                                |                                                    |
| 1941 | Meet Boston Blackie                | Boston Blackie                            |                                                    |
| 1941 | No Hands on the Clock              | Humphrey Campbell                         |                                                    |
| 1941 | Confessions of Boston Blackie      | Boston Blackie                            |                                                    |
| 1942 | Alias Boston Blackie               | Boston Blackie                            |                                                    |
| 1942 | I Live on Danger                   | Jeff Morrell                              |                                                    |
| 1942 | Boston Blackie Goes Hollywood      | Boston Blackie                            |                                                    |
| 1942 | Nerver af stål                     | Duke Mason                                |                                                    |
| 1943 | Tornado                            | Pete Ramsey                               |                                                    |
| 1943 | After Midnight with Boston Blackie | Boston Blackie                            |                                                    |
| 1943 | Aerial Gunner                      | Foxy Pattis                               |                                                    |
| 1943 | The Chance of a Lifetime           | Boston Blackie                            |                                                    |
| 1944 | Gambler's Choice                   | Ross Hadley                               |                                                    |
| 1944 | Secret Command                     | Jeff Gallagher                            |                                                    |
| 1944 | One Mysterious Night               | Boston Blackie                            |                                                    |
| 1944 | Double Exposure                    | Larry Burke                               |                                                    |
| 1945 | Boston Blackie Booked on Suspicion | Boston Blackie                            |                                                    |
| 1945 | Boston Blackie's Rendezvous        | Boston Blackie                            |                                                    |
| 1946 | A Close Call for Boston Blackie    | Boston Blackie                            |                                                    |
| 1946 | The Phantom Thief                  | Boston Blackie                            |                                                    |
| 1946 | Boston Blackie and the Law         | Boston Blackie                            |                                                    |
| 1947 | Blind Spot                         | Jeffrey Andrews                           |                                                    |
| 1948 | Trapped by Boston Blackie          | Boston Blackie                            |                                                    |
| 1949 | Boston Blackie's Chinese Venture   | Boston Blackie                            |                                                    |
| 1955 | Unchained                          | Warden Kenyon J. Scudder                  |                                                    |
| 1956 | The She-Creature                   | Dr. Carlo Lombardi                        |                                                    |
| 1970 | Det store hvide håb                | Pop Weaver                                |                                                    |